# Winniki (województwo zachodniopomorskie)
Winniki (niem. Winningen; tuż po wojnie Jaźwiny) – wieś w Polsce położona w województwie zachodniopomorskim, w powiecie łobeskim, w gminie Węgorzyno, przy drodze krajowej nr 20 Stargard Szczeciński - Drawsko Pomorskie - Gdynia.
W latach 1945–54 siedziba gminy Winniki. W latach 1975–1998 miejscowość należała administracyjnie do województwa szczecińskiego.

## Zabytki
- park dworski, pozostałość po dworze[4].
- neogotycki, ceglany kościół pod wezwaniem św. Karola Boromeusza wybudowany w 1860 r. znajduje się w centralnym punkcie wsi na wzniesieniu  Jest to budowla jednosalowa ze strzelistą wieżą, posiada wyodrębnione prezbiterium.
- dawny cmentarz, przy kościele. Dzięki inicjatywie miejscowej ludności w jego miejscu powstało lapidarium gdzie zgromadzono zachowane tablice i krzyże nagrobne.

inne
- dwa kamienie pamiątkowe oraz figura Matki Boskiej, przy kościele.
- pomnik poświęcony dawnym mieszkańcom wsi, poległym podczas I wojny światowej. Ma on postać olbrzymiego głazu narzutowego z wypisaną sentencją w języku niemieckim. Na odwrocie znajdują się natomiast nazwiska poległych.